# Оскарс Мелбардіс
Оскарс Мелбардіс (латис. Oskars Melbārdis) — латвійський бобслеїст, олімпійський чемпіон, чемпіон світу, дворазовий чемпіон Європи.
Золоту олімпійську медаль та звання олімпійського чемпіона Мелбардіс виборов на Сочинській олімпіаді 2014 року в складі латвійської четвірки. Власне, латвійська команда була другою після російської, але піднялася на перше місце після допінгового скандалу. Аналогічно, латвійська двійка на Сочинській олімпіаді була п'ятою, але після дискваліфікації двох російських команд піднялася та третє місце. Однак, рішення про ці медалі станом на березень 2018 року ще не затверджене.
На Пхьончханській олімпіаді 2018 року в змаганнях на бобах-двійках пара Мелбардіс/Стренга посіла третє місце й отримала бронзові медалі.

## Виноски
1. 1 2 3 4 5 6 7 8  Olympedia — 2006.
2. ↑  Two-man results (PDF). Архів оригіналу (PDF) за 19 лютого 2018. Процитовано 20 березня 2018.